# Third World Media
Third World Media es un estudio y productora de cine pornográfico estadounidense fundado en 1999 por Steve Scott y el director Ed Hunter. Fue una de las primeros productoras en contar con artistas exclusivamente de fuera de los Estados Unidos.

## Historial de la compañía
La compañía, inicialmente llamada Asian Eyes Pictures, puso énfasis en el contenido hardcore japonés en sus primeros años. A medida que la empresa creció, expandió su producción al sudeste asiático y a Sudamérica. A finales de 2006, se agregó Katana, una línea de gama alta japonesa con estrellas AV japonesas populares y con guiones subtitulados.
Scott, que hablaba japonés con fluidez, atribuyó el crecimiento de su compañía a sus extensos viajes a Asia. Cuando la empresa ingresó al mercado para adultos, el producto japonés que entraba al mercado estadounidense también se produjo para formar parte de las exportaciones del mercado interno japonés, donde la penetración se difuminaba para cumplir con sus leyes. Third World Media producía también películas para su distribución fuera de Japón, con sus escenas grabadas sin difuminaciones.
Al igual que los títulos asiáticos de la compañía, sus títulos latinos, que incluyen títulos de sexo transexual, también se producen para ser vendidos principalmente en el mercado estadounidense. El veterano director Ed Hunter realizaba frecuentes viajes a Sudamérica para encontrar artistas que nunca han sido vistos por el público estadounidense. La compañía agregó a John Florian como su gerente de ventas en enero de 2008.
La compañía es también la distribuidora -en exclusividad- de los títulos dirigidos por la actriz y cineasta transexual Gia Darling. Más estrellas de cine para adultos que han trabajado con ellos son Mai Haruna, Monica Mattos, Chocoball Mukai, Ed Powers, Allanah Starr, Marica Hase, Natasha Nice, Joanna Jet, Nikki Daniels, Christian XXX, Raven Rockette, Ava Devine, Adrianna Luna, Karla Lane, Mônica Santhiago, Suzie Carina o Bianca Freire, entre otras.